# Piñeiro (Tomiño)
Piñeiro (oficialmente San Salvador de Piñeiro) es una parroquia española del municipio de Tomiño, perteneciente a la provincia de Pontevedra, en la comunidad autónoma de Galicia.

## Historia
Hacia mediados del siglo XIX, el lugar, ya por entonces perteneciente a Tomiño, tenía contabilizada una población de 254 habitantes. Aparece descrito en el decimotercer volumen del Diccionario geográfico-estadístico-histórico de España y sus posesiones de Ultramar de Pascual Madoz con las siguientes palabras:

PIÑEIRO (San Salvador): felig. en la prov. de Pontevedra (7 leg.), part. jud. y dióc. de Tuy (3/4), ayunt. de Tomiño: sit. á la der. del riach. Faya, alfuente del Miño; reinan todos los vientos: clima templado y sano. Tiene unas 70 casas en los l. de Bouzada, Plaza, y Tabordela. La igl. parr. (San Salvador), está servida por un cura de entrada, y patronato real, y ordinario. Confina el térm. N. Pesegueiro; E. Aréas, S. Taborda, y O. San Salvador de Tebra. El terreno es arcilloso, siliceo, y de buena calidad. prod.: trigo, maiz, centeno, panizo, guisantes, lino, vino, y frutas; hay ganado vacuno, de cerda, poco lanar y cabrío, y caza de liebres, conejos, perdices, codornices, y otras aves. pobl.: 76 vec., 254 alm. contr.: con su ayunt. (V.).
(Madoz, 1849, p. 49)

En 2022, tenía empadronados 326 habitantes.